# (37336) 2001 RM
2001 أر أم (ويعرف أيضًا باسم (37336) 2001 أر أم وفق تسمية الكوكب الصغير) (بالإنجليزية: 2001 RM)‏ هو كويكب ضمن حزام الكويكبات؛ وترتيبه 37336 من حيث الاكتشاف.
اكتُشف هذا الجُرم الفلكي بواسطة بحث لنكولن عن الكويكبات القريبة من الأرض في 6 سبتمبر 2001.

## وصلات خارجية
- (37336) 2001 RM في قاعدة بيانات مختبر الدفع النفاث لأجرام النظام الشمسي الصغيرة

- الاكتشاف · مخطط المدار ·  العناصر المدارية · المعلمات المادية

- (37336) 2001 RM على موقع ويكي سكاي: DSS2, SDSS, GALEX, IRAS, Hydrogen α, X-Ray, Astrophoto, Sky Map, Articles and images